# Pierrot (studio)
Pour les articles homonymes, voir Pierrot.
Studio Pierrot Co., Ltd. (株式会社スタジオぴえろ, Kabushiki gaisha Sutajio Piero), aussi connu sous le nom de studio Pierrot (studioぴえろ), est un studio de films et séries d'animation japonais fondé en mai 1979 par Yūji Nunokawa et d'anciens membres du studio Tatsunoko dont Hisayuki Toriumi et Mamoru Oshii.
Son nom, Pierrot, vient du japonais ピエロ (Piero) qui signifie Clown. Ce mot est dérivé du français Pierrot, qui est un type de clown de la Commedia dell'arte.
Le studio Pierrot a été longtemps spécialisé dans le magical girl avec des séries à succès comme Creamy, merveilleuse Creamy, Fancy Lala ou plus récemment Tokyo Mew Mew. Mais depuis le début des années 2000, le studio se tourne davantage vers des productions plus shōnen comme Great Teacher Onizuka, Bleach, Hikaru no go, Beelzebub ou encore Naruto.

## Histoire
Après avoir fini ses études, Yūji Nunokawa travaille pour plusieurs studio dont Mushi Production et surtout Tatsunoko, où il était un animateur et réalisateur. En avril 1977, il forme un groupe de réalisateurs avec Mitsuo Kaminashi (ja) et Hiroko Tokita. Ils commencent leurs activités dans un appartement à Kichijoji dans Tokyo. En ce qui concerne l'origine du nom de la société, Nunokawa aurait choisi le nom d'après un groupe de cirque qu'il a vu au festival de Sannō (ja) pendant son enfance et qui lui a laissé une forte impression. À la suite de son travail sur Maya l'abeille, l'entreprise Gakken lui commande une nouvelle production en 1979 : Le Merveilleux Voyage de Nils Holgersson au pays des oies sauvages. C'est à cette occasion que Nunokawa crée un véritable studio d'animation pour ensuite former l'entreprise Studio Pierrot Co.,Ltd. (株式会社スタジオぴえろ) dans la ville de Mitaka avec notamment Hiroko Tokita, Mitsuo Kaminashi et des anciens de Tatsunoko comme Hisayuki Toriumi, Masami Anno, Motosuke Takahashi et Mamoru Oshii.
Urusei Yatsura, avec la société de production Kitty Films, est le premier succès du studio. Cette série télé diffusée de 1981 à 1986 révèle Mamoru Oshii, son réalisateur qui travaillera également sur les deux films dérivé de la série. En 1983, le studio entame la production de ses premières séries originales, notamment du genre magical girl, avec les séries magical girl de Pierrot (ja) dans le but de faire de la société de production une société capable d'investir dans de nouveaux projets, et cherche également à faire reconnaître la marque Pierrot à travers ces séries, elle forme ainsi un partenariat avec l'agence de publicité Yomiko Advertising. Creamy, merveilleuse Creamy est la première série de ces productions qui sera suivie de quatre autres : Vanessa ou la magie des rêves en 1984, Emi magique en 1985, Susy aux fleurs magiques en 1986 et Fancy Lala en 1998.
Pierrot a aussi produit en 1983 le premier OAV de l'histoire : Dallos. Le studio a travaillé sur de nombreuses œuvres diffusées sur Fuji TV depuis Urusei Yatsura, et dont la lignée des adaptations des œuvres originales issues du Weekly Shōnen Jump, qui a débuté en 1987 avec Kimagure Orange☆Road (sortie en France sous le nom de Max et Compagnie), a abouti à un véritable succès en termes d'audience en 1992 avec Yū☆Yū☆Hakusho, conduisant le studio à recevoir davantage de commandes de production de séries télévisées d'animation.
Afin de gérer les droits d'auteur sur les productions du studio, Pierrot Project Co., Ltd. (株式会社ぴえろプロジェクト, Piero Purojekuto) a été créée en mai 1984 comme une nouvelle structure. En effet, la production sous contrat à elle seule ne fournissait pas suffisamment de bénéfices pour l'entreprise. La raison pour laquelle cette activité a été séparée du studio était qu'au sein de l'industrie de l'animation de cette époque, les sociétés de production détenait déjà les droits sur une œuvre et qu'un préjugé persistait contre la commercialisation de cette dernière.
SPO Entertainment Inc. (ja) (Sales company of Pierrot and Oriental Service, litt. « Société de vente de Pierrot et Oriental Service ») est créée en 1987 en tant que société de vente de vidéos, en collaboration avec Oriental Cine Service, une société de planification et de production qui avait publié les œuvres de Pierrot à l'étranger.
En 2002, Studio Pierrot et Pierrot Project fusionnent pour former une société unique sous la dénomination Pierrot Co., Ltd. (株式会社ぴえろ). Depuis 2004, le nom « studio Pierrot » (studioぴえろ) est utilisé comme nom de marque de production.
Le siège social de Pierrot (qui regroupe également le studio numéro un) et la section Network sont situés dans le quartier de Shimorenjaku à Mitaka (banlieue de Tokyo). Le studio numéro 2 étant situé quant à lui dans le quartier voisin de Kamirenjaku. L'entreprise possède également une annexe installé à Fukuoka qui s'occupe d'animation et des couleurs.
L'entreprise Studio Kikan (株式会社スタジオ旗艦) a servi de gross uke (ja) pour Pierrot avant de rejoindre le groupe du studio principal en 2008, et est renommée en Pierrot Plus (株式会社ぴえろプラス) le 1er octobre 2009. Pour ses productions, la filiale est parfois créditée avec la marque « studio Pierrot+ » (studioぴえろ+) bien que la majorité des œuvres indiquent « Pierrot Plus » (ぴえろプラス). Le studio est rebaptisé St. Signpost en septembre 2019.
En juillet 2012, Yūji Nunokawa quitte le poste de la présidence de Studio Pierrot au profit de l'ancien producteur Michiyuki Honma, tout en restant membre du bureau de direction du studio.
Le 21 février 2024, la chaîne de restauration McDonald's annonce le projet de réaliser un anime nommé WcDonald's et produit par le Studio Pierrot. Il débutera le 26 février et comptera 4 courts épisodes diffusé chaque semaine. Il mélangera action, romance, robotique et fantaisie.

## Production

### Séries télévisées
| Années 1980 | Années 1980                                                        | Années 1980            | Années 1980            | Années 1980 | Années 1980 |
| Année       | Titre                                                              | Dates de 1re diffusion | Dates de 1re diffusion | Nb. éps.    | Notes |
| Année       | Titre                                                              | Début                  | Fin                    | Nb. éps.    | Notes |
| ----------- | ------------------------------------------------------------------ | ---------------------- | ---------------------- | ----------- | --- |
| 1980        | Le Merveilleux Voyage de Nils Holgersson au pays des oies sauvages | 8 janvier 1980         | 17 mars 1981           | 52          | Production basée sur le roman Le Merveilleux Voyage de Nils Holgersson à travers la Suède de Selma Lagerlöf ; commandée par Gakken.                           |
| 1981        | Lamu                                                               | 14 octobre 1981        | 19 mars 1986           | 195         | Production basée sur le manga Urusei Yatsura de Rumiko Takahashi ; produite par Kitty Films jusqu'à l'épisode 130 avant d'être relayé par Studio Deen.        |
| 1981        | Maicching Machiko Sensei                                           | 8 octobre 1981         | 6 octobre 1983         | 95          | Production basée sur le manga de Takeshi Ebihara (ja). |
| 1982        | Les Mystérieuses Cités d'or                                        | 29 juin 1982           | 7 juin 1983            | 39          | Production inspirée par roman le La Route de l'or de Scott O'Dell ; coproduite avec la société de production française DIC.                                   |
| 1983        | Madame Pepperpote                                                  | 4 avril 1983           | 9 mars 1984            | 130         | Production basée les livres Mère Brimborion (no) de Alf Prøysen (en).                                                                                         |
| 1983        | Creamy, merveilleuse Creamy                                        | 1er juillet 1983       | 29 juin 1984           | 52          | Production basée sur un concept initial de Kazunori Itō (ja) et première série des séries magical girl de Pierrot (ja).                                       |
| 1984        | Chikkun Takkun (ja)                                                | 9 avril 1984           | 28 septembre 1984      | 23          | Production basée sur le manga de Shōtarō Ishinomori. |
| 1984        | Vanessa ou la magie des rêves                                      | 6 juillet 1984         | 31 mai 1985            | 48          | Production basée sur un concept initial de Takako Aonuma (ja) et deuxième série des séries magical girl de Pierrot (ja).                                      |
| 1984        | Seijūshi Bismark (ja)                                              | 4 février 1984         | 23 février 1985        | 51          | Production originale ; Sab Rider est une version retouchée par la société américaine World Events Productions avec une diffusion initiale entre 1987 et 1988. |
| 1985        | Emi magique                                                        | 7 juin 1985            | 28 février 1986        | 26          | Production originale réalisée par Takashi Annō (ja) et troisième série des séries magical girl de Pierrot (ja).                                               |
| 1985        | Tobikage (ja)                                                      | 6 octobre 1985         | 27 juillet 1986        | 43          | Production basée sur un concept initial de Yūji Watanabe (ja).                                                                                                |
| 1986        | Susy aux fleurs magiques                                           | 7 mars 1986            | 29 août 1986           | 25          | Production originale réalisée par Akira Shigino (ja) et quatrième série des séries magical girl de Pierrot (ja).                                              |
| 1986        | Anmitsu Hime                                                       | 5 octobre 1986         | 27 septembre 1987      | 51          | Production basée sur le manga de Shōsuke Kuragane. |
| 1986        | But pour Rudy                                                      | 15 octobre 1986        | 25 mars 1987           | 23          | Production basée sur le manga de Noriaki Nagai (ja). |
| 1987        | Max et Compagnie                                                   | 6 avril 1987           | 7 mars 1988            | 48          | Production basée sur le manga Kimagure Orange☆Road d'Izumi Matsumoto.                                                                                         |
| 1987        | Norakuro-kun (ja)                                                  | 4 octobre 1987         | 2 octobre 1988         | 50          | Production basée sur le manga Norakuro de Suihō Tagawa. |
| 1988        | Osomatsu-kun                                                       | 13 février 1988        | 30 décembre 1989       | 86          | Production basée sur le manga de Fujio Akatsuka. |
| 1988        | Moeru! Onii-san (ja)                                               | 14 mars 1988           | 19 septembre 1988      | 24          | Production basée sur le manga de Tadashi Satō (ja) |
| 1989        | Magical Hat (ja)                                                   | 18 octobre 1989        | 6 juillet 1990         | 33          | Production basée sur le manga de Yōji Katakura (ja). |

| Années 1990 | Années 1990                               | Années 1990            | Années 1990            | Années 1990 | Années 1990 |
| Année       | Titre                                     | Dates de 1re diffusion | Dates de 1re diffusion | Nb. éps.    | Notes |
| Année       | Titre                                     | Début                  | Fin                    | Nb. éps.    | Notes |
| ----------- | ----------------------------------------- | ---------------------- | ---------------------- | ----------- | --- |
| 1990        | Heisei Tensai Bakabon (ja)                | 6 janvier 1990         | 29 décembre 1990       | 46          | Production de la troisième série basée sur le manga Tensai Bakabon (ja) de Fujio Akatsuka.                               |
| 1990        | Karakuri kengō-den Musashi Lord (ja)      | 3 octobre 1990         | 25 septembre 1991      | 50          | Production basée sur un concept initial de MIND.                                                                         |
| 1990        | Edokko Boy gatten Tasuke (ja)             | 19 octobre 1990        | 22 mars 1991           | 6           | Production basée sur le manga de Manavu Kashimoto (ja).                                                                  |
| 1991        | Ore wa Chokkaku (ja)                      | 5 janvier 1991         | 12 octobre 1991        | 36          | Production basée sur le manga de Yū Koyama (ja).                                                                         |
| 1991        | Chiisana obake Acchi, Kocchi, Socchi (ja) | 9 avril 1991           | 7 avril 1992           | 50          | Production basée sur un concept initial d'Eiko Kadono et de Yōko Sasaki.                                                 |
| 1991        | Marude Dameo (ja)                         | 2 novembre 1991        | 26 septembre 1992      | 47          | Production basée sur le manga de Kenji Morita.                                                                           |
| 1992        | Nontan (ja)                               | 8 avril 1991           | 23 décembre 1991       | 37          | Production basée sur un concept initial de Sachiko Kiyono (ja).                                                          |
| 1992        | Yū☆Yū☆Hakusho                             | 10 octobre 1992        | 17 décembre 1994       | 112         | Production basée sur le manga de Yoshihiro Togashi.                                                                      |
| 1994        | Tottemo! Luckyman (ja)                    | 6 avril 1994           | 23 mars 1995           | 50          | Production basée sur le manga de Gamō Hiroshi.                                                                           |
| 1995        | Ninku (en)                                | 14 janvier 1995        | 24 février 1996        | 55          | Production basée sur le manga de Kōji Kiriyama (ja).                                                                     |
| 1995        | Fushigi Yūgi                              | 6 avril 1995           | 28 mars 1996           | 52          | Production basée sur le manga de Yū Watase.                                                                              |
| 1996        | Midori no Makibaō (ja)                    | 2 mars 1996            | 12 juillet 1997        | 61          | Production basée sur le manga de Tsunomaru (ja).                                                                         |
| 1996        | Hajime ningen Gon (ja)                    | 3 avril 1996           | 22 janvier 1997        | 31          | Production basée sur le manga de Shunji Sonoyama (ja).                                                                   |
| 1996        | Aka-chan to boku (ja)                     | 11 juillet 1996        | 26 mars 1997           | 35          | Production basée sur le manga de Marimo Ragawa.                                                                          |
| 1997        | Hyper Police (ja)                         | 3 avril 1997           | 25 septembre 1997      | 25          | Production basée sur le manga de MEE (ja).                                                                               |
| 1997        | Clamp School Detectives                   | 3 mai 1997             | 25 octobre 1997        | 26          | Production basée sur le manga de CLAMP.                                                                                  |
| 1997        | Flame of Recca                            | 19 juillet 1997        | 10 juillet 1998        | 42          | Production basée sur le manga de Nobuyuki Anzai.                                                                         |
| 1998        | Takoyaki Mant-man (ja)                    | 4 avril 1998           | 25 septembre 1999      | 77          | Production basée sur un concept initial de Hirō Takada (ja) et de Yasutoshi Nakamura.                                    |
| 1998        | Fancy Lala                                | 5 avril 1998           | 27 septembre 1998      | 26          | Production originale réalisée par Takahiro Ōmori et cinquième série des séries magical girl de Pierrot (ja).             |
| 1998        | Neo Ranga (ja)                            | 6 avril 1998           | 27 septembre 1999      | 26          | Production basée sur un concept initial de Shō Aikawa (ja).                                                              |
| 1998        | Dokkiri Doctor (ja)                       | 21 octobre 1998        | 23 juin 1999           | 27          | Production basée sur le manga de Fujihiko Hosono (ja).                                                                   |
| 1998        | Yoiko (ja)                                | 6 novembre 1998        | 26 mars 1999           | 20          | Production basée sur le manga de Yūgo Ishikawa (ja).                                                                     |
| 1999        | Chiisana kyojin Microman (ja)             | 4 avril 1999           | 27 décembre 1999       | 52          | Production basée sur le manga de Hisashi Matsumoto, lui-même basé sur la gamme de jouets de Takara.                      |
| 1999        | Power Stone                               | 3 avril 1999           | 25 septembre 1999      | 26          | Production basée sur le jeu vidéo du même nom de Capcom.                                                                 |
| 1999        | Great Teacher Onizuka                     | 30 juin 1999           | 17 septembre 2000      | 43          | Production basée sur le manga de Tōru Fujisawa.                                                                          |
| 1999        | Barbapapa autour du monde                 | 5 juillet 1999         | 8 octobre 1999         | 20          | Production de la troisième série basée sur la série de livres pour enfants Barbapapa d'Annette Tison et de Talus Taylor. |
| 1999        | Guru Guru Town Hanamaru-kun (ja)          | 3 octobre 1999         | 29 septembre 2001      | 101         | Production basée sur un concept initial de Mako Sugiyama ; commandée par Gakken.                                         |
| 1999        | Rerere no Tensai Bakabon (ja)             | 19 octobre 1999        | 21 mars 2000           | 24          | Production de la quatrième série basée sur le manga Tensai Bakabon de Fujio Akatsuka.                                    |

| Années 2000 | Années 2000               | Années 2000            | Années 2000            | Années 2000 | Années 2000 |
| Année       | Titre                     | Dates de 1re diffusion | Dates de 1re diffusion | Nb. éps.    | Notes |
| Année       | Titre                     | Début                  | Fin                    | Nb. éps.    | Notes |
| ----------- | ------------------------- | ---------------------- | ---------------------- | ----------- | --- |
| 2000        | Oh! Super Milk-Chan (en)  | 27 janvier 2000        | 13 avril 2000          | 12          | Production originale. |
| 2000        | Gensōmaden Saiyūki        | 4 avril 2000           | 27 mars 2001           | 50          | Production basée sur le manga du même nom de Kazuya Minekura, lui-même inspiré du roman chinois La Pérégrination vers l'Ouest. |
| 2000        | Ayashi no Ceres           | 20 avril 2000          | 28 septembre 2000      | 24          | Production basée sur le manga de Yū Watase.                                                                                    |
| 2000        | Gakkō no kaidan (en)      | 22 octobre 2000        | 25 mars 2001           | 20          | Production basée sur la série de romans Gakkō no kaidan (ja) de Tōru Tsunemitsu (ja).                                          |
| 2001        | Super Gals! Kotobuki Ran  | 1er avril 2001         | 31 mars 2002           | 52          | Production basée sur le manga de Mihona Fujii.                                                                                 |
| 2001        | Kaze no yojimbo (ja)      | 1er octobre 2001       | 25 mars 2002           | 25          | Production basée sur le film Le Garde du corps d'Akira Kurosawa.                                                               |
| 2001        | Hikaru no go              | 10 octobre 2001        | 26 mars 2003           | 75          | Production basée sur le manga écrit par Yumi Hotta et dessiné par Takeshi Obata.                                               |
| 2001        | Kogepan (ja)              | 5 novembre 2001        | 16 novembre 2001       | 10          | Production basée sur le personnage de San-X.                                                                                   |
| 2002        | Tokyo Underground (ja)    | 2 avril 2002           | 24 septembre 2002      | 26          | Production basée sur le manga de Akinobu Uraku (ja).                                                                           |
| 2002        | Tokyo Mew Mew             | 6 avril 2002           | 29 mars 2003           | 52          | Production basée sur le manga dessiné par Mia Ikumi et écrit par Reiko Yoshida.                                                |
| 2002        | Les Douze Royaumes        | 9 avril 2002           | 30 août 2003           | 45          | Production basée sur la série de romans écrite par Fuyumi Ono et illustrée par Akihiro Yamada.                                 |
| 2002        | PiNMeN                    | juin 2002              | juin 2002              | 12          | Production originale. |
| 2002        | Naruto                    | 3 octobre 2002         | 8 février 2007         | 220         | Production basée sur le manga de Masashi Kishimoto.                                                                            |
| 2003        | E'S Otherwise (ja)        | 1er avril 2003         | 23 septembre 2003      | 26          | Production basée sur le manga de Satoru Yuiga (ja).                                                                            |
| 2003        | Détective Academie Q      | 15 avril 2003          | 20 mars 2004           | 45          | Production basée sur le manga écrit par Seimaru Amagi et dessiné par Fumiya Satō.                                              |
| 2003        | Saiyūki RELOAD            | 2 octobre 2003         | 25 mars 2004           | 25          | Suite de Gensōmaden Saiyuki.                                                                                                   |
| 2004        | Mezzo DSA                 | 4 janvier 2004         | 30 mars 2004           | 13          | Série faisant suite à l'OAV pour adultes de 2001, Mezzo Forte ; produite par ARMS.                                             |
| 2004        | Saiyūki RELOAD GUNLOCK    | 1er avril 2004         | 23 septembre 2004      | 26          | Suite de Saiyūki RELOAD. |
| 2004        | Midori Days               | 3 avril 2004           | 26 juin 2004           | 13          | Production basée sur le manga de Kazurō Inoue.                                                                                 |
| 2004        | Bleach                    | 7 janvier 2004         | 29 décembre 2004       | 366         | Production basée sur le manga du même nom de Tite Kubo.                                                                        |
| 2005        | Emma: A Victorian Romance | 2 avril 2005           | 18 juin 2005           | 12          | Production basée sur le manga de Mori Kaoru.                                                                                   |
| 2005        | Chocola et Vanilla        | 2 juillet 2005         | 24 juin 2006           | 51          | Production basée sur le manga de Moyoco Anno.                                                                                  |
| 2007        | Naruto Shippūden          | 15 février 2007        | 23 mars 2017           | 500         | Suite de Naruto. |
| 2007        | Blue Dragon               | 7 avril 2007           | 28 mars 2009           | 102         | Production basée sur le jeu vidéo du même nom développé par Mistwalker et édité par Microsoft Studios.                         |
| 2009        | Hanasakeru seishōnen (ja) | 5 avril 2009           | 14 février 2010        | 39          | Production basée sur le manga de Natsumi Itsuki.                                                                               |
| 2009        | Letter Bee                | 3 octobre 2009         | 27 mars 2010           | 25          | Production basée sur le manga de Hiroyuki Asada ; supervision de la production de Pierrot Plus.                                |
| 2009        | Yumeiro pâtissière        | 4 octobre 2009         | 26 septembre 2010      | 50          | Production basée sur le manga de Natsumi Matsumoto (ja) ; supervision de la production de Studio Hibari.                       |

| Années 2010 | Années 2010                                             | Années 2010            | Années 2010            | Années 2010 | Années 2010 |
| Année       | Titre                                                   | Dates de 1re diffusion | Dates de 1re diffusion | Nb. éps.    | Notes |
| Année       | Titre                                                   | Début                  | Fin                    | Nb. éps.    | Notes |
| ----------- | ------------------------------------------------------- | ---------------------- | ---------------------- | ----------- | --- |
| 2010        | Letter Bee Reverse                                      | 2 octobre 2010         | 26 mars 2011           | 25          | Suite de Letter Bee. |
| 2010        | Yumeiro pâtissière SP Professional                      | 3 octobre 2010         | 26 décembre 2010       | 13          | Suite de Yumeiro pâtissière ; supervision de la production de Studio Hibari.                                                                          |
| 2011        | Beelzebub                                               | 9 janvier 2011         | 25 mars 2012           | 60          | Production basée sur le manga de Ryūhei Tamura ; supervision de la production de Pierrot Plus.                                                        |
| 2011        | Level E                                                 | 10 janvier 2011        | 4 avril 2011           | 13          | Production basée sur le manga de Yoshihiro Togashi ; coproduite avec David Production.                                                                |
| 2012        | Shirokuma Café                                          | 5 avril 2012           | 28 mars 2013           | 50          | Production basée sur le manga d'Aloha Higa (ja). |
| 2012        | Naruto SD Rock Lee : Les Péripéties d'un ninja en herbe | 2 avril 2012           | 26 mars 2013           | 51          | Production basée sur le manga dérivé de la franchise Naruto de Kenji Taira.                                                                           |
| 2012        | Kingdom                                                 | 4 juin 2012            | 2 mars 2014            | 77          | Production basée sur le manga de Yasuhisa Hara. |
| 2013        | Gaist Crusher (ja)                                      | 2 octobre 2013         | 1er octobre 2014       | 51          | Production basée sur le jeu vidéo du même nom développé par Treasure et édité par Capcom.                                                             |
| 2014        | The World Is Still Beautiful                            | 6 avril 2014           | 29 juin 2014           | 12          | Production basée sur le manga de Dai Shiina (ja). |
| 2014        | Baby Steps                                              | 6 avril 2014           | 21 septembre 2014      | 25          | Production basée sur le manga de Hikaru Katsuki (ja).                                                                                                 |
| 2014        | Tokyo Ghoul                                             | 4 juillet 2014         | 28 septembre 2014      | 12          | Production basée sur le manga de Sui Ishida. |
| 2014        | Sabagebu!                                               | 6 juillet 2014         | 21 septembre 2014      | 12          | Production basée sur le manga de Hidekichi Matsumoto (ja).                                                                                            |
| 2014        | Yona : Princesse de l'aube                              | 7 octobre 2014         | 24 mars 2015           | 24          | Production basée sur le manga de Mizuho Kusanagi. |
| 2015        | Tokyo Ghoul √A                                          | 9 janvier 2015         | 27 mars 2015           | 12          | Suite originale de Tokyo Ghoul. |
| 2015        | Baby Steps Saison 2                                     | 5 avril 2015           | 20 septembre 2015      | 25          | Suite de Baby Steps. |
| 2015        | M. Osomatsu                                             | 6 octobre 2015         | 29 mars 2016           | 25          | Production basée sur le manga Osomatsu-kun de Fujio Akatsuka et pour célébrer le 80e anniversaire de l'auteur.                                        |
| 2016        | Divine Gate (ja)                                        | 8 janvier 2016         | 25 mars 2016           | 12          | Production basée sur le jeu mobile du même nom développé par Acquire et édité par GungHo Online Entertainment.                                        |
| 2016        | Twin Star Exorcists                                     | 6 avril 2016           | 29 mars 2017           | 51          | Production basée sur le manga de Yoshiaki Sukeno. |
| 2016        | Fukigen na mononokean (ja)                              | 28 juin 2016           | 20 septembre 2016      | 13          | Production basée sur le manga de Kiri Wazawa ; supervision de la production de Pierrot Plus.                                                          |
| 2016        | Puzzle & Dragons X (en)                                 | 4 juillet 2016         | 26 mars 2018           | 89          | Production basée sur le jeu vidéo dérivé du jeu mobile Puzzle & Dragons de GungHo Online Entertainment.                                               |
| 2016        | Tsukiuta. (ja)                                          | 6 juillet 2016         | 28 septembre 2016      | 13          | Production basée sur la franchise multimédia de Movic (ja).                                                                                           |
| 2016        | Soul Buster (ja)                                        | 4 octobre 2016         | 20 décembre 2016       | 50          | Production basée sur le manhua de Bai Mao. |
| 2017        | ēlDLIVE (en)                                            | 8 janvier 2017         | 26 mars 2017           | 12          | Production basée sur le manga de Akira Amano. |
| 2017        | Boruto: Naruto Next Generations                         | 5 avril 2017           | 26 mars 2023           | 293         | Production basée sur le manga dérivé faisant suite à Naruto, par Ukyō Kodachi et dessiné par Mikio Ikemoto, sous la supervision de Masashi Kishimoto. |
| 2017        | Konbini Kareshi                                         | 7 juillet 2017         | 29 septembre 2017      | 12          | Production basée sur la franchise multimédia de la chaîne de konbini Lawson et de Gz Brain (ja) (filiale du groupe KADOKAWA).                         |
| 2017        | M. Osomatsu Saison 2                                    | 3 octobre 2017         | 27 mars 2018           | 25          | Suite de M. Osomatsu. |
| 2017        | Black Clover                                            | 3 octobre 2017         | 30 mars 2021           | 170         | Production basée sur le manga de Yūki Tabata. Diffusion arrêtée à partir du 170ème épisode le 30 mars 2021, actuellement en pause.                    |
| 2017        | Dynamic Chord (ja)                                      | 6 octobre 2017         | 22 décembre 2016       | 12          | Production basée sur le jeu vidéo otome de Honeybee Black.                                                                                            |
| 2018        | Sanrio Boys (ja)                                        | 6 janvier 2018         | 24 mars 2018           | 12          | Production basée sur le projet multimédia avec les personnages de Sanrio.                                                                             |
| 2018        | Pazudora (ja)                                           | 2 avril 2018           | en cours               | À annoncer  | Production dérivé du jeu mobile Puzzle & Dragons de GungHo Online Entertainment.                                                                      |
| 2018        | Tokyo Ghoul:re                                          | 4 avril 2018           | 25 décembre 2018       | 24          | Suite de Tokyo Ghoul √A. |
| 2019        | Ultramarine Magmell (ja)                                | 7 avril 2019           | 30 juin 2019           | 13          | Production basée sur le manga de l'artiste chinois Dinianmiao (ja) ; supervision de la production de Pierrot Plus.                                    |

| Années 2020 | Années 2020                     | Années 2020            | Années 2020            | Années 2020 | Années 2020 |
| Année       | Titre                           | Dates de 1re diffusion | Dates de 1re diffusion | Nb. éps.    | Notes |
| Année       | Titre                           | Début                  | Fin                    | Nb. éps.    | Notes |
| ----------- | ------------------------------- | ---------------------- | ---------------------- | ----------- | --- |
| 2020        | Oda Cinnamon Nobunaga (ja)      | 11 janvier 2020        | 28 mars 2020           | 12          | Production basée sur le manga d'Una Megurogawa ; supervision de la production de St. Signpost.                                                                                |
| 2020        | Kingdom 3                       | 6 avril 2020           | 18 octobre 2021        | 26          | Suite des deux premières saisons de Kingdom ; coproduite avec St. Signpost. Première diffusion interrompue après le 4e épisode en raison de la pandémie de Covid-19 au Japon. |
| 2020        | Akudama Drive                   | 8 octobre 2020         | 24 décembre 2020       | 12          | Production originale avec un concept initial de Too Kyo Games. |
| 2020        | Mr. Osomatsu (saison 3)         | 12 octobre 2020        | 30 mars 2021           | 25          | Suite de M. Osomatsu (saison 2). |
| 2022        | Kingdom 4                       | 10 avril 2022          | À annoncer             | À annoncer  | Suite des trois premières saisons de Kingdom ; coproduite avec St. Signpost.                                                                                                  |
| 2022        | Bleach: Thousand-Year Blood War | octobre 2022           | À annoncer             | À annoncer  | Suite de Bleach. |
| 2022        | Play It Cool, Guys (ja)         | 11 octobre 2022        | 28 mars 2023           | 24          | Production basée sur le manga de Kokone Nata. |

### ONA
- Hero Mask (en) (15 épisodes) (décembre 2018)
- Wcdonald's (4 courts épisodes) (février 2024)[12]

### Films
| Année | Titre                                                                        | Date de sortie   | Notes |
| ----- | ---------------------------------------------------------------------------- | ---------------- | --- |
| 1982  | Le Merveilleux Voyage de Nils Holgersson au pays des oies sauvages, le film  | 1982             | Production commandée par Gakken et uniquement publié en vidéogramme jusqu'à sa première projection en janvier 2015.        |
| 1983  | Lamu: Only You (ja)                                                          | 12 février 1983  | Première adaptation cinématographique du manga Urusei Yatsura de Rumiko Takahashi.                                         |
| 1984  | Lamu : Un rêve sans fin                                                      | 11 février 1984  | Deuxième adaptation cinématographique du manga Urusei Yatsura de Rumiko Takahashi.                                         |
| 1987  | Aitsu to Lullaby: Suiyōbi no Cinderella (ja)                                 | 1er août 1987    | Production basée sur le manga de Michiharu Kusunoki (ja).                                                                  |
| 1987  | Baribari densetsu (ja)                                                       | 1er août 1987    | Compilation des 2 OAV adaptant le manga de Shūichi Shigeno.                                                                |
| 1988  | Max et Compagnie, le film : Je veux revenir à ce jour                        | 1er octobre 1988 | Première adaptation cinématographique du manga Kimagure Orange☆Road d'Izumi Matsumoto.                                     |
| 1989  | Osomatsu-kun: Suika no hoshi kara konnichiwa zansu!                          | 18 mars 1989     | Production basée sur le manga de Fujio Akatsuka et projeté par Tōei lors du Tōei manga matsuri (ja).                       |
| 1990  | Comme les nuages, comme le vent...                                           | 21 mars 1990     | Production basée sur le roman de fantasy Kōkyū shōsetsu (ja) de Ken'ichi Sakemi.                                           |
| 1990  | Maroko (ja)                                                                  | 31 mars 1990     | Compilation des 6 OAV de Gosenzo-sama banbanzai!.                                                                          |
| 1991  | Moonlight, la pierre de Lune (ja)                                            | 14 décembre 1991 | Production basée sur le premier roman de la série de light novel Yumemi to gin no Bara no kishi-dan de Hitomi Fujimoto.    |
| 1993  | Yū Yū Hakusho, le film (ja)                                                  | 10 juillet 1993  | Première adaptation cinématographique du manga de Yoshihiro Togashi.                                                       |
| 1994  | Yū Yū Hakusho: Meikai shitō-hen - Honō no kizuna (ja)                        | 9 avril 1993     | Deuxième adaptation cinématographique du manga de Yoshihiro Togashi.                                                       |
| 1995  | Ninku, le film (en)                                                          | 10 juillet 1995  | Production basée sur le manga de Kōji Kiriyama (ja).                                                                       |
| 1996  | Max et Compagnie : Cet été là                                                | 2 novembre 1996  | Deuxième adaptation cinématographique du manga Kimagure Orange☆Road d'Izumi Matsumoto.                                     |
| 1999  | Chiisana kyojin Microman: Dai gekisen! Microman VS saikyō senshi Gorgon (ja) | 31 juillet 1999  | Production basée sur le manga de Hisashi Matsumoto, lui-même basé sur la gamme de jouets de Takara.                        |
| 2001  | Saiyūki Requiem                                                              | 18 août 2001     | Production basée sur le manga Saiyūki de Kazuya Minekura, lui-même inspiré du roman chinois La Pérégrination vers l'Ouest. |
| 2003  | Ryōkan-san                                                                   | 12 juillet 2003  | Film biographique sur le moine et ermite japonais Ryōkan.                                                                  |
| 2004  | Naruto et la Princesse des neiges                                            | 21 août 2004     | Première adaptation cinématographique du manga Naruto de Masashi Kishimoto.                                                |
| 2005  | Naruto : La Légende de la pierre de Guelel                                   | 6 août 2005      | 2e film Naruto. |
| 2006  | Naruto : Mission spéciale au pays de la Lune                                 | 5 août 2006      | 3e film Naruto. |
| 2006  | Bleach: Memories of Nobody                                                   | 16 décembre 2006 | Première adaptation cinématographique du manga Bleach de Tite Kubo.                                                        |
| 2007  | Naruto Shippuden : Un funeste présage                                        | 4 août 2007      | 4e film Naruto. |
| 2007  | Bleach: The Diamond Dust Rebellion                                           | 22 décembre 2007 | 2e film Bleach. |
| 2008  | Naruto Shippuden : Les Liens                                                 | 2 août 2008      | 5e film Naruto. |
| 2008  | Bleach: Fade to Black                                                        | 13 décembre 2008 | 3e film Bleach. |
| 2009  | Naruto Shippuden : La Flamme de la volonté                                   | 1er août 2009    | 6e film Naruto. |
| 2010  | Naruto Shippuden: The Lost Tower                                             | 31 juillet 2010  | 7e film Naruto. |
| 2010  | Bleach: Hell Verse                                                           | 4 décembre 2010  | 4e film Bleach. |
| 2011  | Onigamiden : La Légende du dragon millénaire (ja)                            | 29 avril 2011    | Production basée sur la série de romans d'aventures Onigamiden de Takafumi Takada.                                         |
| 2011  | Naruto Shippuden: Blood Prison                                               | 30 juillet 2011  | 8e film Naruto. |
| 2012  | Naruto Shippuden: Road to Ninja                                              | 28 juillet 2012  | 9e film Naruto. |
| 2014  | Naruto the Last, le film                                                     | 6 décembre 2014  | 10e film Naruto pour les célébrations du 15e anniversaire du manga.                                                        |
| 2015  | Boruto : Naruto, le film                                                     | 7 août 2015      | 11e film Naruto. |
| 2019  | Eiga no Osomatsu-san                                                         | 15 mars 2019     | Adaptation cinématographique du manga Osomatsu-kun de Fujio Akatsuka.                                                      |

### OAV
Liste non exhaustive
- Dallos (4 OAV) (1983-1984)
- Mahō no Tenshi Creamy Mami : Eien no Once More (1984)
- Mahō no Tenshi Creamy Mami : Long Goodbye (1985)
- Area 88 (3 OAV) (1985-1986)
- Justy (1985)
- Kimagure Orange☆Road (1 OAV) (1985, lors du Jump Festa)
- Le merveilleux voyage de Nils Holgersson (1 OAV) (1985)
- Fire Tripper (1 OAV) (1985)
- Gogo (1 OAV) (1986)
- Baribari Densetsu (2 OAV) (1986)
- The Supergal (1 OAV) (1986)
- Magical emi Semishi gure (1 OAV) (1986)
- Harbor Light Monogatari - Fashion Lala Yori (1987)
- Warau Hyouteki (1 OAV) (1987)
- Majokko Club Yoningumi - A Kuukan Kara no Alien X (1 OAV) (1987)
- Lily C.A.T. (1 OAV) (1987)
- Salamander (3 OAV) (1988-1989)
- Max & Compagnie - OAV (8 OAV) (1989-1991)
- Moeru! Oniisan - OAV (2 OAV) (1989)
- Gosenzosama Banbanzai !(6 OAV) (1989-1990)
- Hi-Speed Jecy (12 OAV) (1989-1990)
- Baoh le visiteur (1 OAV) (1989)
- Ultraman Graffiti (1 OAV) (1990)
- Osomatsu-kun (1 OAV) (1990)
- Shakotan Boogie (4 OAV) (1991-1992)
- Anime V Comic (4 OAV) (1991)
- Kyofu Shinbun (2 OAV) (1991)
- Ushiro no Hyakutaro (2 OAV) (1991)
- Here is Greenwood (6 OAV) (1991-1993)
- Yumemakura (1 OAV) (1992)
- Eguchi Hisashi no Kotobuki Goro Show (1 OAV) (1992)
- Abashiri Family (1 OAV) (1992)
- Ruri-iro Princess (2 OAV) (1992)
- Eien no Filena (6 OAV) (1992-1993)
- Kyou Kara Ore Wa!! (10 OAV) (1993-1997)
- Tensai Eri-chan (1 OAV) (1993)
- Basara (1 OAV) (1993)
- Arslan Senki (volume 3 et 4 seulement) (1993)
- Plastic Little (1 OAV) (1994)
- Tanjou ~Debut~ (2 OAV) (1994)
- Yu Yu Hakusho (6 OAV) (1994-1996)
- Key : The metal idol (15 OAV) (1994-1997)
- Boku no Marī (3 OAV) (1996)
- Sonic the Hedgehog (2 OAV)
- Fushigi Yuugi OAV (9 OAV) (1996-1998)
- Yakumo Tatsu (2 OAV) (1997)
- Jake no okurimono (1 OAV) (1997)
- Shin Otokogi (2 OAV) (1998)
- Tenamonya Voyagers (4 OAV) (1999)
- Fushigi Yugi - Eikoden (4 OAV) (2001-2002)
- From I"s (2 OAV) (2002-2003)
- Gensomaden Saiyuki: Kibou no zaika (1 OAV) (2002)
- Naruto - Special 1 - Trouver le trèfle pourpre à quatre feuilles ! (2003)
- Naruto - Special 2 - Combat mortel au village caché de Taki ! (2004)
- Bleach spécial (BLEACH Jump Festa Anime Tour 2004 - Memories in the Rain) (2004)
- I"s Pure (6 OAV) (2005-2006)
- Bleach spécial 2 (BLEACH Jump Festa Anime Tour 2005 - The Sealed Sword Frenzy) (2006)
- Naruto - Special 3 - Le Combat Final !! Jounin contre Genin !! (2006)
- Saiyuki Reload - Burial (3 OAV) (2007-2008)

### Jeux vidéo
Pierrot a réalisé les séquences animées des jeux vidéo suivants :
- 1993 - Keio Flying Squadron (Mega-CD)
- 1996 - Keio Flying Squadron 2 (Sega Saturn)

## Personnalités ayant travaillé chez Pierrot
- Masami Anno, réalisateur (Ninja Senshi Tobikage, Norakuro-kun, Ore wa Chokkaku)[24]
- Yoshiyuki Kishi, charadesigner (Heisei Tensai Bankabon, Ore wa Chokkaku, Naruto Shippûden, Bleach, Vanessa ou la magie des rêves)[25]
- Akemi Takada, chardesigner (Creamy, merveilleuse Creamy, Urusei Yatsura)[26]
- Hayato Date, réalisateur (Saiyuki, Naruto, Naruto Shippûden, Tokyo Underground)[27]
- Noriyuki Abe, réalisateur (GTO, Bleach, Flames of Recca, Ninku, Tokyo Mew Mew)[28]
- Hisayuki Toriumi, réalisateur (Les merveilleuses aventures de Nils, Salamander, Lily C.A.T, Kumo no You ni Kaze no You ni)[29]
- Tsuneo Kobayashi, réalisateur (Les 12 royaumes, Midori days, Victorian Romance Emma)[30]